# مقایسه موتورهای چیدمان
این مقاله اطلاعات کلی برای مقایسه موتور چیدمان می‌باشد.
برخی از این موتورها دارای منشا مشترک هستند. به عنوان مثال، موتور وب‌کیت با انشعاب از موتور کی‌اچ‌تی‌ام‌ال در سال ۲۰۰۱ ایجاد شده است. سپس، در سال ۲۰۱۳، وب‌کیت برای ایجاد موتور بلینک انشعاب زد.

## اطلاعات عمومی
| موتور      | وضعیت   | ناظر          | پروانه                      | گنجانده شده در                                                                             |
| ---------- | ------- | ------------- | --------------------------- | ------------------------------------------------------------------------------------------ |
| وب‌کیت      | فعال    | اپل           | گنو ال‌جی‌پی‌ال، پروانه بی‌اس‌دی | مرورگر سافاری، به علاوه همه مرورگرهای میزبان شده در اپ استور آی‌اواس                        |
| بلینک      | فعال    | گوگل          | گنو ال‌جی‌پی‌ال، پروانه بی‌اس‌دی | گوگل کروم و سایر مرورگرهای مبتنی بر کرومیوم مانند مایکروسافت اج، بریو، ویوالدی و اپرا      |
| EdgeHTML   | فعال    | مایکروسافت    | مالکیتی                     | برنامه‌های جهانی سکوی ویندوز قبلاً در مرورگر مایکروسافت اج بود                               |
| گکو        | فعال    | موزیلا        | همگانی موزیلا               | مرورگر فایرفاکس و سرویس گیرنده ایمیل تاندربرد، به علاوه انشعاب‌های مانند سی‌مانکی و واترفاکس |
| Servo      | فعال    | موزیلا        | همگانی موزیلا               | مرورگر آزمایشی                                                                             |
| Goanna     | فعال    | M. C. Straver | همگانی موزیلا               | مرورگرهای پیل‌مون و Basilisk                                                                |
| NetSurf    | فعال    | hobbyists     | گنو جی‌پی‌ال ن۲               | مرورگر NetSurf                                                                             |
| کی‌اچ‌تی‌ام‌ال | فعال    | کی‌دی‌ئی        | گنو ال‌جی‌پی‌ال                | مرورگر کانکرور                                                                             |
| ترایدنت    | قطع شده | مایکروسافت    | مالکیتی                     | مرورگر اینترنت اکسپلورر و سرویس گیرنده ایمیل مایکروسافت اوت‌لوک                             |
| پرستو      | قطع شده | نرم‌افزار اپرا | مالکیتی                     | قبلاً در مرورگر اپرا بود                                                                    |

## پشتیبانی سیستم‌عامل
سیستم‌عامل‌هایی که موتورهای چیدمان فعال را توسعه می‌دهند، بدون شبیه‌سازی قابل اجرا هستند.
| موتور    | ویندوز | مک‌اواس | آی‌اواس | اندروید | لینوکس | بی‌اس‌دی |
| -------- | ------ | ------ | ------ | ------- | ------ | ------ |
| وب‌کیت    | آری    | آری    | آری    | آری     | آری    | آری    |
| بلینک    | آری    | آری    | نه     | آری     | آری    | آری    |
| EdgeHTML | آری    | نه     | نه     | نه      | نه     | نه     |
| گکو      | آری    | آری    | نه     | آری     | آری    | آری    |
| سروو     | آری    | آری    | نه     | آری     | آری    | ؟      |
| Goanna   | آری    | آری    | نه     | نه      | آری    | آری    |
| NetSurf  | آری    | آری    | نه     | نه      | آری    | آری    |